# Zu cristatus
Zu cristatus là một loài cá ruy băng trong họ Trachipteridae được tìm thấy trong tất cả các đại dương, ở độ sâu đến 90 m. Chiều dài của nó lên đến 118 cm.

## Tham khảo

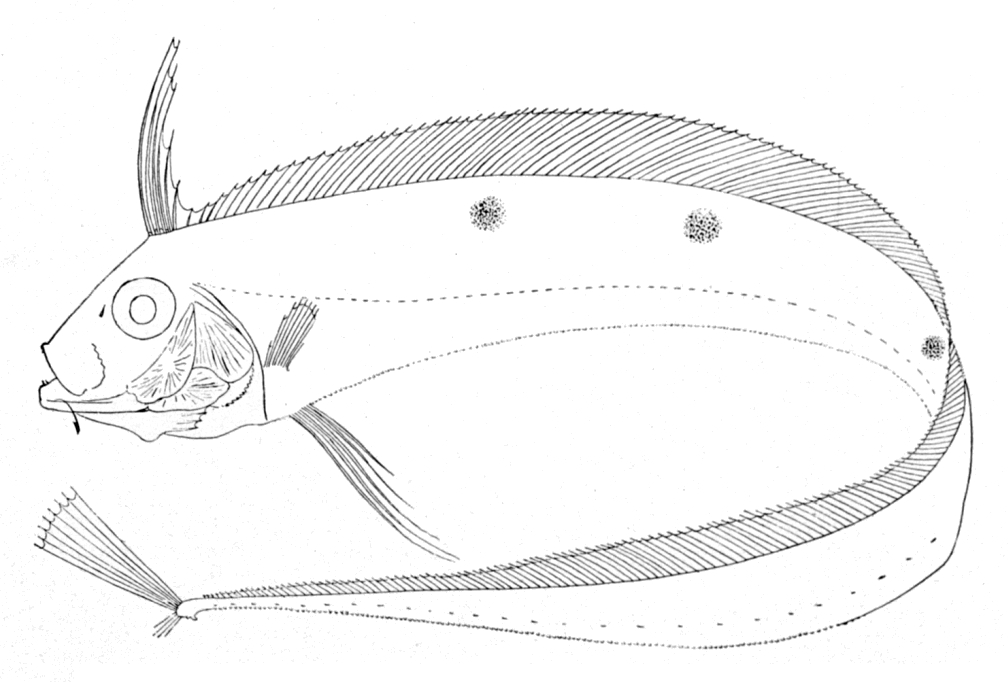
Zu cristatus.